# Сила света
Си́ла све́та {\displaystyle I_{v}} — физическая величина, одна из основных световых фотометрических величин. Характеризует величину световой энергии, переносимой в некотором направлении в единицу времени. Количественно равна отношению светового потока, распространяющегося внутри элементарного телесного угла, к этому углу.
{\displaystyle I_{v}={\frac {d\Phi _{v}}{d\Omega }}.}
Единица измерения в Международной системе единиц (СИ): кандела (русское обозначение: кд; международное: cd).
Понятие «сила света» возможно применять лишь для расстояний от источника света, существенно превышающих его линейные размеры.

## Связь с силой излучения

Относительная спектральная световая эффективность для дневного (красная линия) и ночного (синяя линия) зрения.

В системе энергетических фотометрических величин аналогом силы света является сила излучения {\displaystyle I_{e}}. По отношению к силе излучения сила света является редуцированной фотометрической величиной, полученной с использованием значений относительной спектральной световой эффективности монохроматического излучения для дневного зрения {\displaystyle V(\lambda )}:
{\displaystyle I_{v}=K_{m}\cdot \int \limits _{380~nm}^{780~nm}I_{e,\lambda }(\lambda )V(\lambda )d\lambda ,}
где {\displaystyle K_{m}} — максимальное значение спектральной световой эффективности монохроматического излучения (фотометрический эквивалент излучения), равное 683 лм/Вт, а {\displaystyle I_{e,\lambda }} — спектральная плотность силы излучения, определяемая как отношение величины {\displaystyle dI_{e}(\lambda ),} приходящейся на малый спектральный интервал, заключённый между {\displaystyle \lambda } и {\displaystyle \lambda +d\lambda ,} к ширине этого интервала:
{\displaystyle I_{e,\lambda }(\lambda )={\frac {dI_{e}(\lambda )}{d\lambda }}.}

## Примеры
Сила света различных источников:
| Источник                                   | Мощность, Вт | Примерная сила света, кд |
| ------------------------------------------ | ------------ | ------------------------ |
| Свеча                                      |              | 1                        |
| Современная (2010 г.) лампа накаливания    | 100          | 100                      |
| Обычный светодиод                          | 0,015..0,1   | 0,005..3                 |
| Сверхъяркий светодиод                      | 1            | 1...30                   |
| Сверхъяркий светодиод с коллиматором       | 1            | 1500                     |
| Современная (2010 г.) люминесцентная лампа | 22           | 120                      |
| Солнце                                     | 3,83⋅1026    | 2,84⋅1027                |